# Diates
Diates (eller verbalgenus, verbgenus) är en böjningskategori hos verb. I svenskan finns två diatesformer: aktivum och mediopassivum.
I svenskan slutar alla verbformer i mediopassiv diates på -s. Mediopassiv innebär att verb får en passiv (det vanligaste), reciprok (träffas, slåss) eller reflexiv (minna sig > minnas) innebörd.
Den svenska s-ändelsen har uppstått genom att det reflexiva pronomet "sig" (fornsvenska "sik") knutits till verbet och med tiden reducerats till -s.
Objektet i en aktiv (transitiv) sats blir subjekt i en motsvarande passiv sats: Olle (subjekt) badar (predikat) hunden (objekt) motsvaras av Hunden (subjekt) badas (predikat) av Olle (agentadverbial).